# ОШ „Станко Марић“
Основна школа „Станко Марић“ налази се у улици Учитеља Цвеје 5 (XX нова 5), у насељу Угриновци у општини Земун, на подручју града Београда. Име носи по партизанском учитељу Станку Марићу. Прва школа у овом насељу отворена је још 1761. године, а прва школска зграда сазидана је крајем деветнаестог века. Зграда у којој се данас одвија настава изграђена је 1987. године. Школа поседује одлично опремљен информатички кабинет. Школско двориште два пута је проглашавано за најуређеније школско двориште у општини Земун

## Историја школе
Основна школа „Станко Марић“ у Угриновцима је школа која има завидну историјску прошлост. Прва школа отворена је 1761. године, била је поред цркве и имала два разреда, а наставу су држали свештеници. Поп Јефтимије Ивановић децу је учио срицању, читању, писању, катихизису и псалмима. Први учитељи су се појавили почетком 19. века. То су били Христифор Јелесић и Арон Ђукић. Број ученика у школској 1802/3 је био 27, 1842/3 - 59, а 1871/2 мушке деце у школи било је 35 а женске 18.
1890. место добија школску зграду са три учионице од којих је једна била посебно дограђена у дворишту школе. 
1911. сазидана је нова школска зграда на месту где се данас налази дечији вртић. Том приликом је на пергаменту исписана СПОМЕНИЦА и стављена у темељ зграде. Зграда је прављена о трошку општине и плаћена 18 000 круна. Школа је била петогодишња. Обзиром да је запаљена и после ослобођења обновљена – приликом копања темеља извађена је флаша са пергаментом. По завршетку Другог светског рата мештани су, уз помоћ надлежних институција подигли зграду која је и дан данас у функцији васпитно-образовног рада тачније у њој се организује рад са децом предшколског узраста. Школа у Угриновцима носи име по сеоском учитељу који је погинуо у другом светском рату.

## Опис школе
Садашња школа је наменски изграђена, од 1983. до 1987. године, због повећања броја ученика и данас се у њој одвија настава у 23 одељења, 12 одељења старијих разреда и 11 одељења млађих разреда. Школа располаже фискултурном салом изграђеном 1992. године која је саставни део школске зграде, као и школским двориштем са три спортска терена, за фудбал, кошарку и одбојку. У склопу школског дворишта налази се и Еко-етно учионица где ученици могу такође реализовати активности везане за продужени боравак.
Већ неколико година уназад ради се на томе да се класичне учионице постепено претворе у специјализоване кабинете. У дворишту постоји и пољска учионица која доприноси квалитетнијој реализацији часова како допунске, додатне наставе и ваннаставних активности тако и једног броја часова редовне наставе.
Школске 2009/10. године, по први пут, по добијању одобрења од Министарства просвете, организован је продужени боравак ученика. Основни циљ продуженог боравка је да се ученици оспособе да сами организују рад и да се наведу да активно учествују у процесу организације рада. Дете развија позитивне међуљудске односе дружећи се, договарајући се и помажући вршњацима у потпуно опуштеној атмосфери.
Продужени боравак деце одвија се у две смене: од 12,00 до 17,00 часова (за преподневну смену) и од 07,00 до 14,00 часова ( за поподневну смену).